# Jack McInerney
Jack McInerney est un joueur américain de soccer, né le 5 août 1992 à Chattanooga au Tennessee. Il évolue au poste de buteur à l'Eleven d'Indy en USL.

## Biographie

### En club
Après avoir disputé la Coupe du monde U17 2009, McInerney devient professionnel directement à la sortie du secondaire et signe un contrat Génération Adidas avec la MLS. Il est repêché par l'Union de Philadelphie en septième position lors du MLS SuperDraft 2010.
Il réalise une première moitié de saison 2013 tonitruante, caracolant en tête du classement des buteurs avec dix buts au début du mois de juin. Il est, dans la foulée, sélectionné en équipe des États-Unis pour disputer la Gold Cup 2013 puis pour disputer le match des étoiles de la MLS.
Il est échangé à l'Impact de Montréal contre Andrew Wenger le 4 avril 2014. Titularisé contre le Fire de Chicago pour son premier match à Montréal, il inscrit son premier but sous ses nouvelles couleurs à la suite d'une passe décisive de Marco Di Vaio (nul 1-1). Avec l'Impact, il remporte le championnat canadien 2014 et est le meilleur buteur de la compétition. Grâce à ce titre, il participe à l'épopée en Ligue des champions et atteint la finale au cours de laquelle le onze montréalais s'incline en finale retour 2-4 contre le Club América dans un stade olympique archicomble bien qu'ils aient obtenu le nul 2-2 au stade Azteca. 
Après une saison et demie au Québec, il fait l'objet d'une transaction avec le Columbus Crew SC qui l'obtient en échange d'un choix de seconde ronde lors du repêchage universitaire de 2016. Ce transfert est réalisé dans la perspective de l'arrivée de Didier Drogba à Montréal afin de faire de la place dans l'effectif et sous le plafond salarial pour la vedette ivoirienne.

## Palmarès
- Avec  Impact de Montréal:
  - Vainqueur du Championnat canadien en 2014.

## Récompenses individuelles
- Sélection pour le Match des étoiles de la MLS 2013

## Statistiques

### En club
| Saison                | Club                             | Championnat           | Championnat | Championnat | Coupe(s) nationale(s) | Coupe(s) nationale(s) | Compétition(s) continentale(s) | Compétition(s) continentale(s) | Compétition(s) continentale(s) | Séries | Séries | Total | Total |
| Saison                | Club                             | Division              | M.          | B.          | M.                    | B.                    | Comp.                          | M.                             | B.                             | M.     | B.     | M.    | B.    |
| 2010                  | Union de Philadelphie            | MLS                   | 17          | 3           | 1                     | 0                     | -                              | -                              | -                              | -      | -      | 18    | 3     |
| 2010                  | Harrisburg City Islanders (prêt) | USL-2                 | 1           | 0           | -                     | -                     | -                              | -                              | -                              | -      | -      | 1     | 0     |
| 2011                  | Union de Philadelphie            | MLS                   | 18          | 1           | 1                     | 0                     | -                              | -                              | -                              | 2      | 0      | 21    | 1     |
| 2012                  | Union de Philadelphie            | MLS                   | 24          | 8           | 2                     | 1                     | -                              | -                              | -                              | -      | -      | 26    | 9     |
| 2013                  | Union de Philadelphie            | MLS                   | 31          | 12          | 2                     | 2                     | -                              | -                              | -                              | -      | -      | 33    | 14    |
| 2014                  | Union de Philadelphie            | MLS                   | 4           | 1           | -                     | -                     | -                              | -                              | -                              | -      | -      | 4     | 1     |
| 2014                  | Impact de Montréal               | MLS                   | 26          | 7           | 4                     | 3                     | LCC                            | 2                              | 1                              | -      | -      | 32    | 11    |
| 2015                  | Impact de Montréal               | MLS                   | 17          | 4           | 2                     | 1                     | LCC                            | 3                              | 2                              | -      | -      | 22    | 7     |
| 2015                  | Crew SC de Columbus              | MLS                   | 5           | 2           | -                     | -                     | -                              | -                              | -                              | 2      | 0      | 7     | 2     |
| 2016                  | Timbers de Portland              | MLS                   | 24          | 5           | 2                     | 1                     | LCC                            | 4                              | 2                              | -      | -      | 30    | 8     |
| 2017                  | Galaxy de Los Angeles            | MLS                   | 8           | 0           | 3                     | 0                     | -                              | -                              | -                              | -      | -      | 11    | 0     |
| 2018                  | Eleven d'Indy                    | USL                   | 0           | 0           | 0                     | 0                     | -                              | -                              | -                              | -      | -      | 0     | 0     |
| Total sur la carrière | Total sur la carrière            | Total sur la carrière | 175         | 43          | 17                    | 8                     | -                              | 9                              | 5                              | 4      | 0      | 205   | 56    |